# Trichomalopsis pospelovi
Trichomalopsis pospelovi is een vliesvleugelig insect uit de familie Pteromalidae. De wetenschappelijke naam is voor het eerst geldig gepubliceerd in 1912 door Kurdjumov.